# Conchylia decorata
Conchylia decorata är en fjärilsart som beskrevs av W. Warren 1911. Conchylia decorata ingår i släktet Conchylia och familjen mätare. Inga underarter finns listade i Catalogue of Life.